# Otto Pérez Molina
Otto Fernando Pérez Molina (Ciutat de Guatemala, 1 de desembre de 1950) és un militar i polític guatemalenc, general retirat de l'Exèrcit de Guatemala. Fou el quaranta-vuitè President de la República. Es va postular per a la presidència pel Partit Patriota (PP) en les eleccions generals de Guatemala de 2011, realitzades el 6 de novembre, amb Roxana Baldetti com a companya de fórmula i candidata a la vicepresidència. És el primer militar electe popularment en la nova era democràtica de Guatemala, que es va iniciar el 1985, i fundador del PP, del qual va ser secretari general des de la seva fundació, el 20 de desembre de 2001, fins al 20 de gener de 2009.

## Renúncia del càrrec de president de la República
Otto Pérez Molina va dimitir el dimecres 2 de setembre de 2015 després que fos desaforat pel Congreso de la República i un jutjat ordenés la seva captura per delictes de corrupció.
El 10 de desembre de 2015 la fiscalía de Guatemala acusa formalment Otto Pérez Molina de corrupció, quan ja estava en presó preventiva. Notícia al wikinotícies Arxivat 2015-12-22 a Wayback Machine.